# Prętkowice
Prętkowice – osada leśna w Polsce położona w województwie wielkopolskim, w powiecie kościańskim, w gminie Śmigiel. Miejscowość wchodzi w skład sołectwa Brońsko.
W okresie Wielkiego Księstwa Poznańskiego (1815-1848) miejscowość wzmiankowana jako posada leśna Prętkowice należała do wsi mniejszych w ówczesnym powiecie kościańskim rejencji poznańskiej. Posada leśna Prętkowice należała do okręgu kościańskiego tego powiatu i stanowiła część majątku Białcz (niem. Balsch), który należał wówczas do Zbijewki. Według spisu urzędowego z 1837 roku Prętkowice liczyły trzech mieszkańców, którzy zamieszkiwali jeden dym (domostwo).
W latach 1975–1998 miejscowość należała administracyjnie do województwa leszczyńskiego.